# Tech Crunch

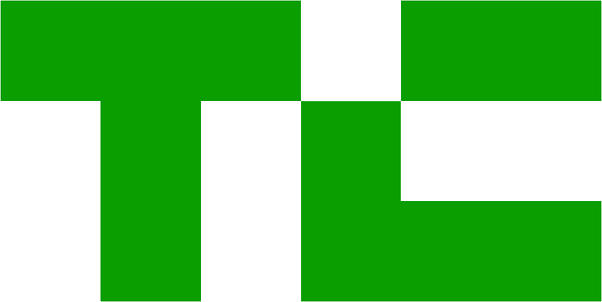
Logotypen för Techcrunch sedan 2013.

Tech Crunch, av webbplatsen skrivet TechCrunch, är en engelskspråkig webbplats för tekniknyheter. Tech Crunch grundades av Michael Arrington och Keith Teare år 2005. Webbplatsen ägs av AOL.